# Bastet
Bastet o Bubastis (egipcià bꜣstjt bastyt; grec antic Βούβαστις Búbastis, copte: Ⲟⲩⲃⲁⲥⲧⲉ /ʔuːˈβastə/, fenici : 𐤀𐤁𐤎𐤕, romanitzat: 'bst, o 𐤁𐤎𐤕,), en la mitologia egípcia, és una deessa de l'antiga religió egípcia possiblement d'origen nubi, adorada des de la Segona Dinastia (2890 aC). El seu nom també es representa com a B'sst, Baast, Ubaste i Baset.
Bastet va ser adorada a Bubastis al Baix Egipte, originàriament com una deessa lleona, un paper compartit per altres divinitats com Sekhmet. Finalment, Bastet i Sekhmet es van caracteritzar com dos aspectes de la mateixa deessa, amb Sekhmet que representa l'aspecte poderós guerrer i protector, i Bastet, que cada cop més es representava com un gat, representant un aspecte més suau.

## Noms alternatius
- Bast (sembla la forma original).
- Elur o Eluros (literalment, en grec αἴλουρος «gat»).